# Kỷ yếu

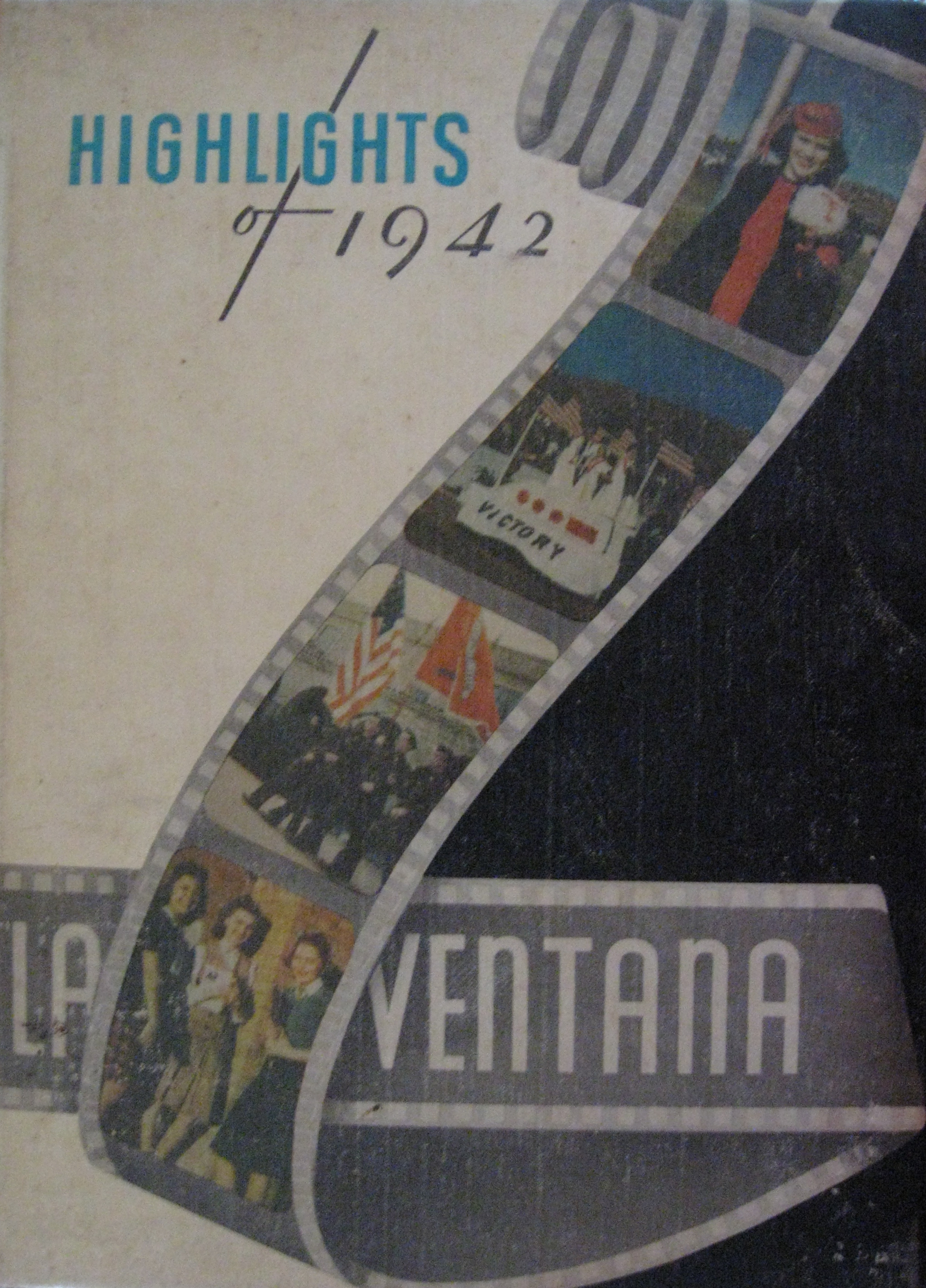
Bản sao năm 1942 của cuốn kỷ yếu La Ventana đến từ trường Cao đẳng Công nghệ Texas, Hoa Kỳ (nay là Trường Đại học Công nghệ Texas)

Kỷ yếu là một loại ấn phẩm dạng quyển/sách được xuất bản hàng năm bởi các cơ sở giáo dục như trường học. Mục đích sử dụng là ghi lại, đánh dấu và kỷ niệm trong một năm học đã qua. Thuật ngữ này cũng đề cập tới một cuốn sách thống kê hoặc dữ kiện được xuất bản hàng năm. Một cuốn kỷ yếu thường có một chủ đề bao quát xuyên suốt toàn bộ cuốn sách.
Nhiều trường trung học, cao đẳng, tiểu học và trung học cơ sở xuất bản kỷ yếu; tuy nhiên, nhiều trường học đang bỏ kỷ yếu hoặc giảm số lượng trang để cung cấp các lựa chọn thay thế trên mạng xã hội đối với hồ sơ thiên về ảnh được sản xuất hàng loạt. Từ năm 1995 đến năm 2013, số lượng kỷ yếu của các trường đại học Hoa Kỳ đã giảm từ khoảng 2.400 xuống còn 1.000.

## Lịch sử
Một phiến đá cẩm thạch tưởng nhớ một lớp học viên quân sự ở Athens cổ đại trong thời Đế chế La Mã là một ví dụ ban đầu về loại tài liệu này.
Nguyên mẫu của các cuốn kỷ yếu dưới dạng sổ lưu niệm xuất hiện ở các trường học ở Bờ Đông Hoa Kỳ vào cuối thế kỷ 17.
Cuốn kỷ yếu hiện đại chính thức đầu tiên là Hồ sơ một phần lớp tốt nghiệp tại Đại học Yale năm 1806.